# Cantonul La Teste-de-Buch
Cantonul La Teste-de-Buch este un canton din arondismentul Arcachon, departamentul Gironde, regiunea Aquitania, Franța.

## Comune
- Gujan-Mestras
- Le Teich
- La Teste-de-Buch (reședință)